# Harry Blackmore Whittington
Harry Blackmore Whittington (Birmingham, 24 de março de 1916 — Cambridge, 20 de junho de 2010) foi um paleontólogo britânico.
Professor no Departamento de Ciências da Terra, Cambridge, membro do Colégio Sidney Sussex. Frequentou a Escola Handsworth Grammar em Birmingham, seguido por sua graduação e doutorado em Geologia na Universidade de Cambridge, onde foi professor de de 1966 a 1983 (continuando a publicar mesmo depois de reformado). Durante sua carreira paleontológica, que abrange mais de sessenta anos, o Dr. Whittington conseguiu brilhantes resultados no estudo de fósseis de artrópodes do início da era paleozóica, com um foco particular em trilobitas. Entre suas principais realizações estão:
- O estudo da morfologia dos trilobitas, ecologia, e estratigrafia fóssil, juntamente com a paleogeografia.
- O estudo da fauna do Folhelho Burgess, trabalho ralizado em conjunto com os seus assistentes Derek Briggs e Simon Conway Morris, e que levou à clarificação da natureza da Explosão Cambriana.

Entre seus muitos prêmios, ele recebeu o International Prize for Biology de 2001 e a Medalha Wollaston, também de 2001.